# Le Voyage (film, 1987)
Pour les articles homonymes, voir Le Voyage.
Pour plus de détails, voir Fiche technique et Distribution.
Le Voyage (The Journey, Rësan) est un film de Peter Watkins sorti en 1987.

## Réalisation
De 1983 à 1986, Peter Watkins tourne Le Voyage dans 12 pays différents. Ce film documentaire de 14 h 30, agencé en modules de 1 h 30, est un plaidoyer pacifiste contre le nucléaire : il est composé d'entretiens avec des familles des cinq continents, qui parlent des armements nucléaires, de la difficulté de s'informer sur la question dans les médias aussi bien qu'à travers le système éducatif, de la politique de leurs États respectifs en la matière, des conséquences et de l'usage de ces armes, et du rôle des médias de masse dans la course aux armements. 
Comme précédemment dans La Bombe, il met parfois en scène des épisodes de guerre atomique, insistant sur l'absence de protection des populations civiles de la part de leurs gouvernements. Il alterne dans ce film des moments de vrai (entretiens) et faux (reconstitution d'attaques nucléaires) documentaire, commentant simultanément le processus du film : une voix off et des cartons appellent régulièrement le spectateur à réfléchir à l'image qu'il vient de voir, sa durée, la manière dont elle a été montée dans une séquence, le film s'analysant en même temps qu'il se montre. 
Les télévisions auxquelles Watkins le présentera le refuseront toutes.

## Fiche technique
- Titre : Le Voyage
- Titre original : Rësan
- Réalisation : Peter Watkins
- Scénario : Peter Watkins
- Production : Lena Ag, Catharina Bragée, Tamara Lynch
- Photographie :
- Montage : Peter Watkins, Manfred Becker, Petra Valier, Peter Wintonick
- Son :
- Art : Joan Churchill
- Pays d'origine :  Australie,  Canada,  Danemark,  Finlande,  Italie,  Japon,  Nouvelle-Zélande,  Union soviétique,  Suède,  Norvège
- Format : Noir et Blanc, Couleur
- Genre : Documentaire
- Durée : 873 minutes
- Langue : anglais, français

## Distribution
| - Jacques Avoine - Robin L.P. Bain - Martin Duckworth - Raymond Dumas - Eric Alan Edwards - Miguel Garzón - Jaems Grant - Christian Guillon - Duk-chul Kim | - Pierre Landry - Claude Lebrun - Anders Nilsson - Leif Nybom - Gary Payne - Jan Pester - Skip Roessel - Odd-Geir Sæther - Aribert Weis |